# Barcice (przystanek kolejowy)
Barcice – stacja kolejowa w miejscowości Barcice, w województwie małopolskim, w Polsce.

## Ruch pasażerski
| Rok  | Wymiana pasażerska na dobę |
| ---- | -------------------------- |
| 2017 | 019                        |
| 2022 | 100-149                    |